# Distichophyllum limpidum
Distichophyllum limpidum là một loài Rêu trong họ Hookeriaceae. Loài này được Thwaites & Mitt. mô tả khoa học đầu tiên năm 1873.